# Independence of the Seas
Die Independence of the Seas ist ein Kreuzfahrtschiff von Royal Caribbean International. Es ist das dritte Schiff der Freedom-Klasse, die Schwesterschiffe sind die Freedom of the Seas und die Liberty of the Seas.

## Geschichte

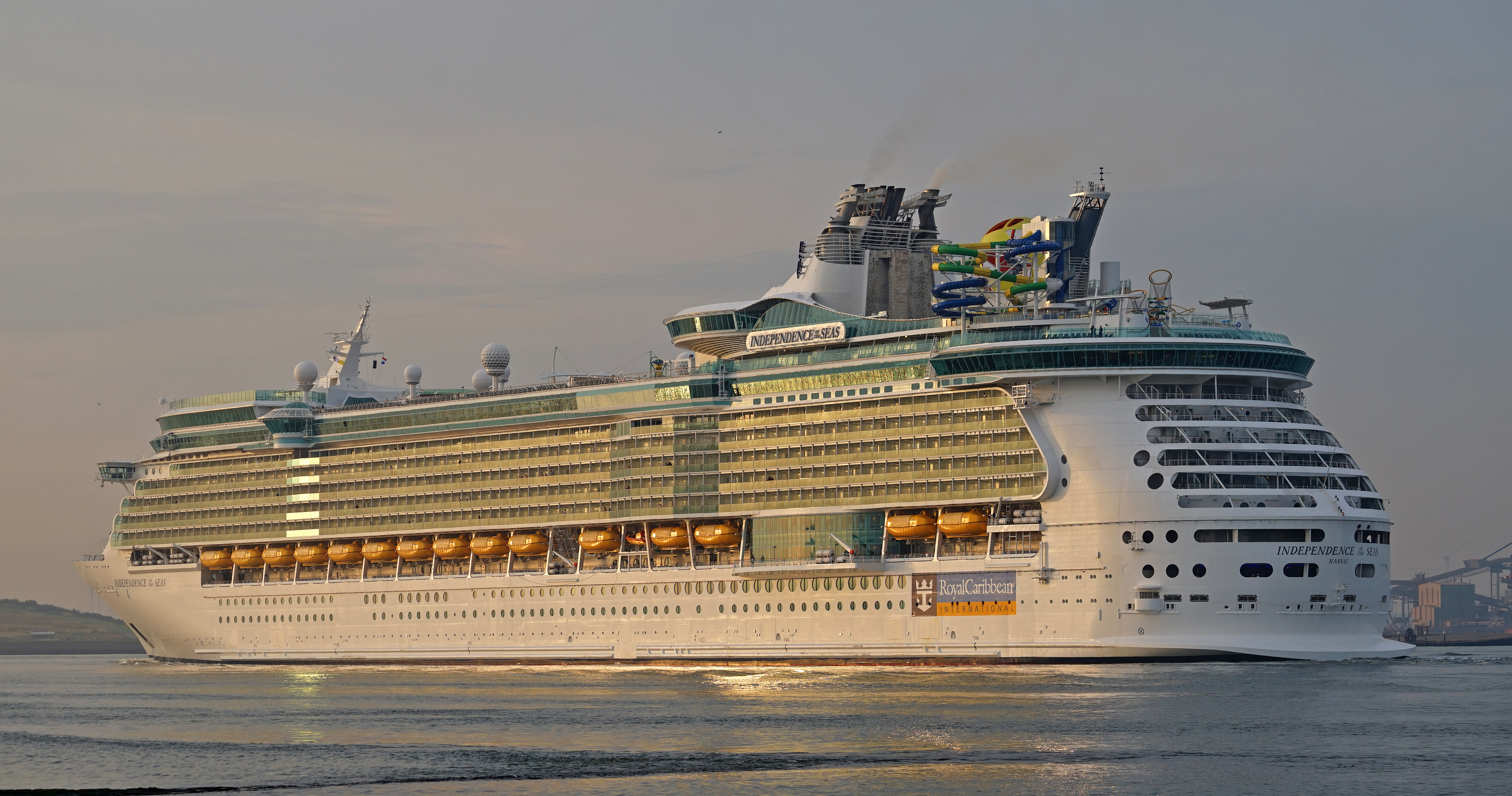
Heck des Schiffes im Nieuwe Waterweg

Das Schiff wurde in den Aker Yards in Turku, Finnland unter der Baunummer NB 1354 gebaut. Das Schiff wurde am 2. April 2005 bestellt und am 17. April 2008 abgeliefert. Die Taufe fand am 30. April 2008 in Southampton statt, die Taufpatin war Elizabeth Hill. Das Schiff wird von RCL Cruises unter der Flagge der Bahamas betrieben. Von seinem Basishafen in Southampton fährt es seit Mai 2008 vor allem Zielhäfen im Mittelmeer an.

## Beschreibung
Das Schiff ist rund 340 m lang und, gemessen über alles, rund 56 m breit. Von den 18 Decks sind 15 für die Passagiere bestimmt. Das Schiff kann 3.634 Passagiere und eine Besatzung von 1.360 Personen beherbergen.

### Kabinenkategorien
Das Schiff hat verschiedene Kabinenkategorien. Neben VIP-Suites gibt es folgende Kategorien:
- Innen
- Promenade
- Meersicht
- Balkon

## Zwischenfälle
Bei einer Öltank-Explosion am 31. Mai 2011 im Hafen von Gibraltar wurden Teile des direkt in der Nähe des Tanks liegenden Schiffes leicht beschädigt. Zwölf Passagiere des Schiffes erlitten dabei leichte Verbrennungen.

## Werftaufenthalt
Am 20. April 2013 kam die Independence of the Seas für turnusmäßige Wartungsarbeiten nach Hamburg zu Blohm und Voss ins Trockendock. Sie blieb dort bis 30. April 2013.